# يوديد النيكل الثنائي
 يوديد النيكل الثنائي مركب كيميائي غير عضوي له الصيغة NiI2 ، ويكون على شكل بلورات سوداء  تذوب بسهولة في الماء لإعطاء محلول اخضر مزرق  للمركبات المائية وهولون  نموذجي لمركبات النيكل المائي . يستخدم يوديد النيكل في  بعض التطبيقات كالحفز المتجانس.